# لیوسون
لیوسون (به فرانسوی: Liausson) یک کمون در بخش ارو در بخش اکسیتنی در جنوب فرانسه است.

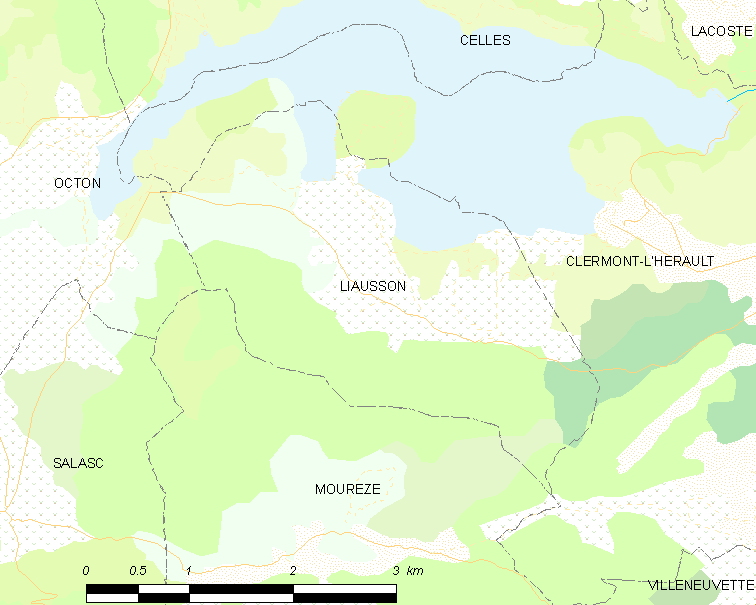
نقشه

## اماکن دیدنی
کلیسای بنا شده بر پایه‌های یک خانهٔ ییلاقی رومی مخروب شده.

## نگارخانه

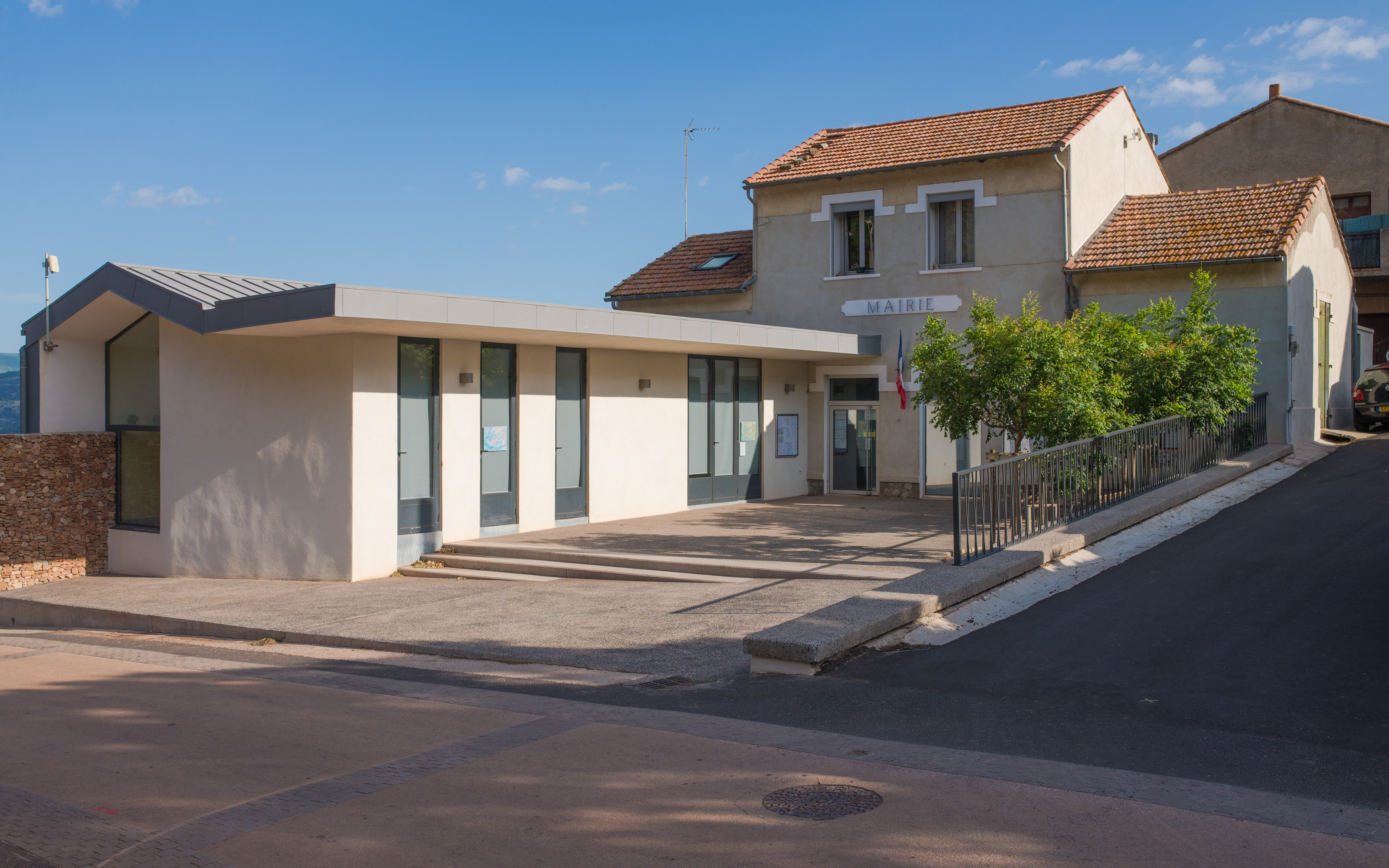
شهرداری.
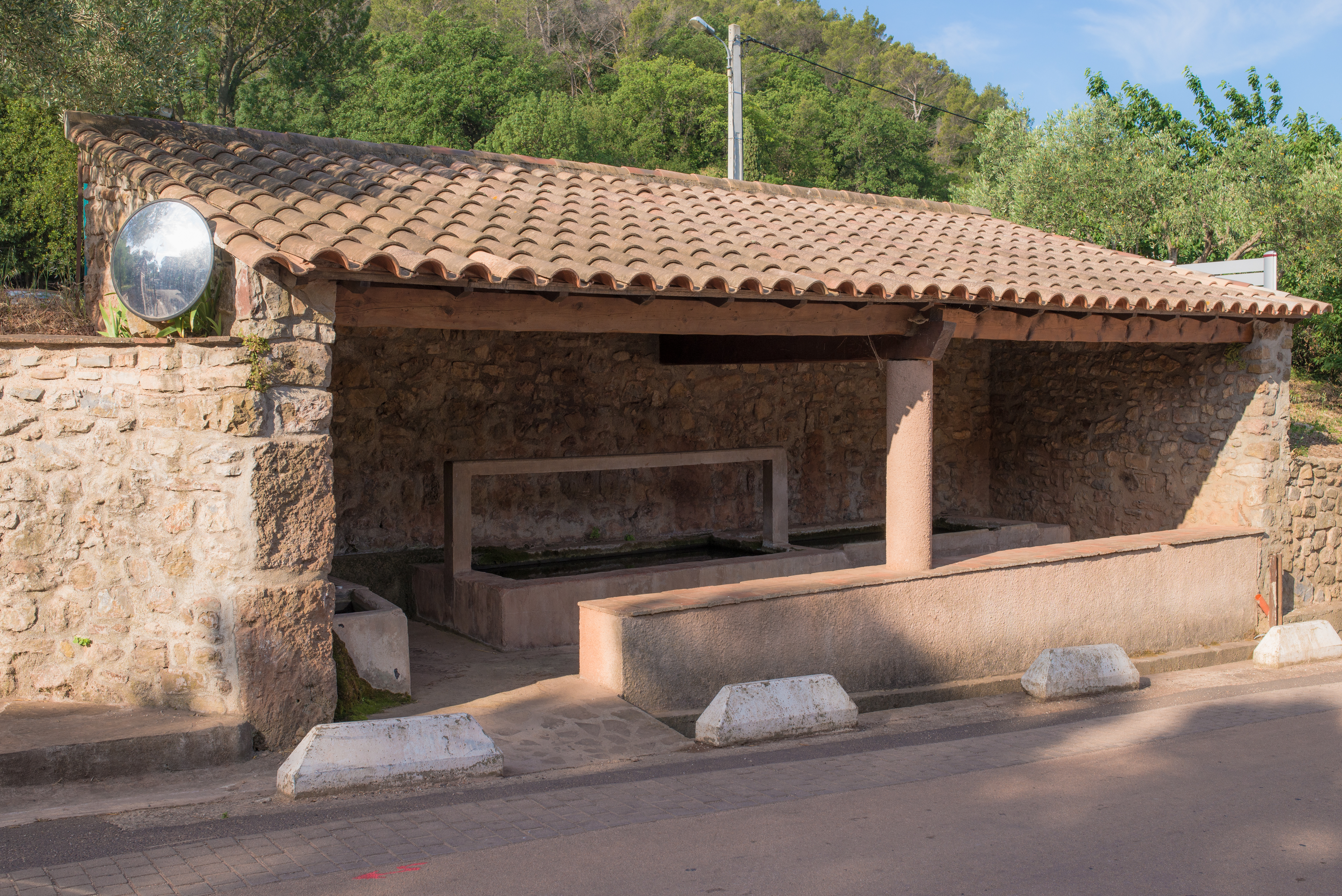
رختشورخانه.
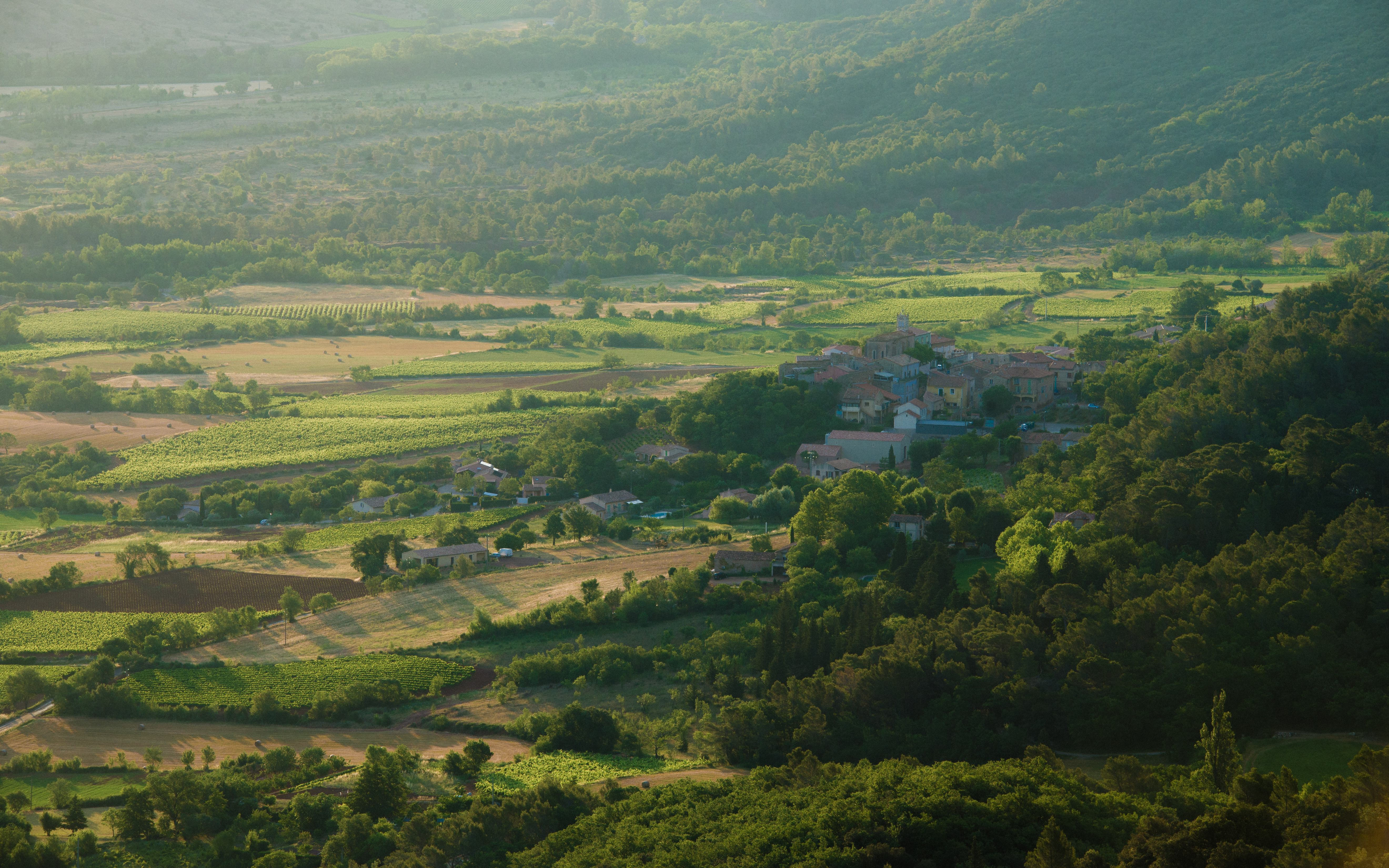
بامداد روستا.
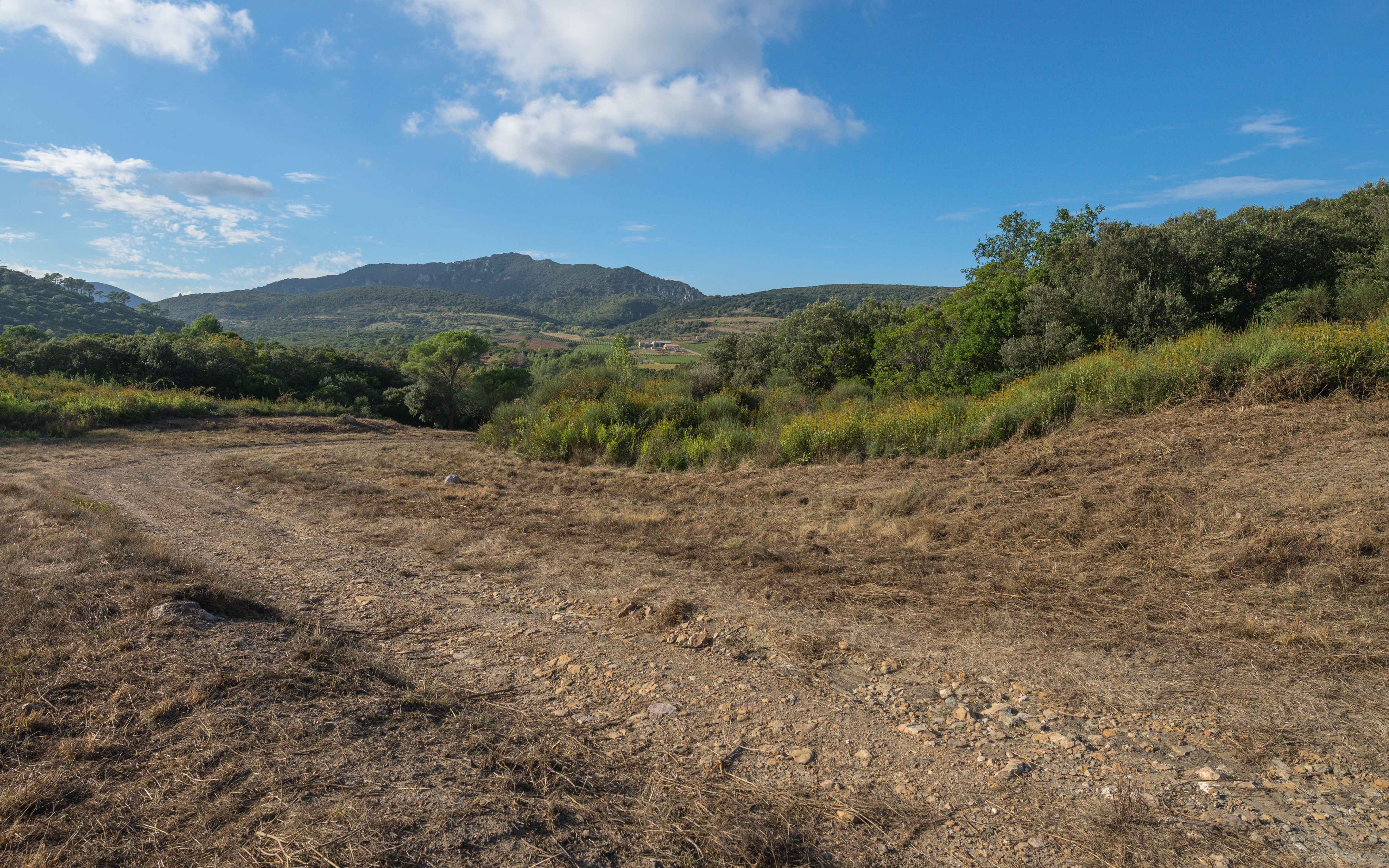
"کوه لیوسون" از ویل نووِت.